# Itzhak Perlman

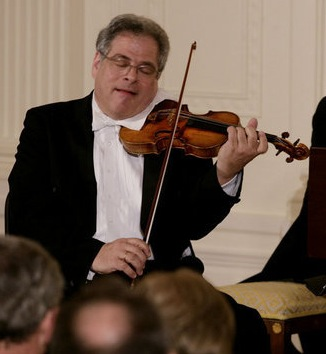
Itzhak Perlman (2007)

Itzhak Perlman (hebräisch יצחק פרלמן; * 31. August 1945 in Tel Aviv) ist ein israelisch-US-amerikanischer Geiger, Dirigent und Musikpädagoge. Er gilt als einer der bedeutendsten Violinisten der zweiten Hälfte des 20. Jahrhunderts.

## Kindheit und Ausbildung
Itzhak Perlman ist Sohn des aus Polen nach Palästina ausgewanderten Friseurs Chaim Perlman und dessen Frau. Mit vier Jahren erkrankte Itzhak Perlman an Poliomyelitis. Seine Ausbildung an der Violine begann er im Alter von fünf Jahren an der Schulamith-Akademie in seiner Heimatstadt, nachdem er die schlimmsten Folgen der Krankheit bereits überwunden hatte. Er ist jedoch infolge der Krankheit auf Gehhilfen angewiesen und spielt deswegen im Sitzen. Mit neun Jahren wurde er an der Academy of Music in Jaffa aufgenommen. 1958 zog er in die USA, um an der New Yorker Juilliard School bei Ivan Galamian und Dorothy DeLay zu studieren.

## Karriere
In Tel Aviv debütierte Perlman im Alter von 9 Jahren im israelischen Rundfunk.
Nach seiner Auswanderung in die Vereinigten Staaten unternahm er mehrere lange Konzerttourneen, daneben trat er auch immer wieder in Fernsehsendungen auf. Seinen Durchbruch konnte er feiern, als er 1964 in der Carnegie Hall den begehrten Leventritt-Gedenkpreis gewann. Auch seine gemeinsamen Auftritte mit dem Violinisten Pinchas Zukerman erlangten Bekanntheit. Außerhalb des klassisch-romantischen Repertoires brillierte er mit seiner Improvisationsbegabung im Zusammenspiel mit verschiedenen Klezmer-Gruppen, darunter Brave New World, The Klezmatics, Andy Statman and the Klezmer Conservatory Band. Ab 1968 unternahm er fast alljährlich eine Konzerttournee durch die USA. Besonders bemerkenswert sind auch seine Auftritte mit dem Israel Philharmonic Orchestra in den Gebieten des damaligen Ostblocks, wo es 1987 in Warschau und Budapest zu den ersten Konzerten kam. Größere Bekanntheit außerhalb der Klassikwelt erlangte er durch die von John Williams komponierte und mit einem Oscar ausgezeichnete Filmmusik zu Schindlers Liste, die als Hauptthema ein ihm gewidmetes und von ihm gespieltes Violinsolo enthält. Später war er nochmals in einem John-Williams-Soundtrack zum Film Die Geisha zu hören.
Im Laufe seiner Karriere hat er einige CD- und Schallplattensammlungen veröffentlicht, welche mehrfach ausgezeichnet wurden.
Neben seinen solistischen Erfolgen hat er auch eine beachtliche pädagogische Karriere aufzuweisen; er gibt Privatstunden und erteilt weltweit Meisterkurse für Violine und Kammermusik. Zurzeit lehrt er am Dorothy Richard Starling Chair of Violin Studies an der renommierten Juilliard School, eine Position, die vor ihm seine Lehrerin Dorothy DeLay innehatte. Außerdem rief er, zusammen mit seiner Frau, 1998 das Perlman Music Program ins Leben, einen Sommerkurs für talentierte Nachwuchsmusiker. Ein Dokumentarfilm über dieses Projekt wurde mit einem Emmy bedacht.
Neben seinen solistischen Auftritten steht Perlman auch am Dirigentenpult und ist unter anderem als Haupt-Gastdirigent des Detroit Symphony Orchestra tätig.
Er sang unter der Leitung von James Levine in dessen Schallplatteneinspielung von Puccinis Tosca aus dem Jahre 1980 die Rolle des Schließers im dritten Akt (gemeinsam unter anderem mit Renata Scotto und Plácido Domingo).
Perlman spielt die Stradivari „Soil“ aus dem Jahr 1714, die er 1986 von Yehudi Menuhin erwarb.

## Privates
Perlman ist seit 1967 mit Toby Lynn, geb. Friedländer, verheiratet. Das Ehepaar hat fünf Kinder, zwei Söhne und drei Töchter. Neben seiner musikalischen Karriere setzt er sich für die Rechte von Menschen mit Behinderung ein.

## Auszeichnungen
- 1964: Leventritt-Gedenkpreis
- 1977: Grammy Award Best Instrumental Soloist Performance (with orchestra) für Die vier Jahreszeiten von Vivaldi
- 1978: Grammy Award Best Chamber Music Performance für Violinsonaten von Beethoven (mit Vladimir Ashkenazy)
- 1978: Grammy Award Best Classical Album für das Violinkonzert von Brahms
- 1980: Grammy Award Best Instrumental Soloist(s) Performance (without orchestra) für The Spanish Album
- 1980: Grammy Award Best Chamber Music Performance für Music for Two Violins (mit Pinchas Zukerman)
- 1980: Grammy Award Best Instrumental Soloist(s) Performance (with orchestra) für das Doppelkonzert von Brahms (mit Mstislaw Rostropowitsch)
- 1980: Grammy Award Best Instrumental Soloist(s) Performance (with orchestra) für das Violinkonzert von Alban Berg und das Violinkonzert von Strawinsky
- 1981: Grammy Award Best Instrumental Soloist(s) Performance (with orchestra) für Isaac Stern 60th Anniversary Celebration (mit Isaac Stern und Pinchas Zukerman)
- 1981: Grammy Award Best Chamber Music Performance für das Klaviertrio von Tschaikowsky (mit Lynn Harrell und Vladimir Ashkenazy)
- 1982: Grammy Award Best Instrumental Soloist(s) Performance (with orchestra) für das Violinkonzert von Edward Elgar
- 1986: Medal of Liberty von Ronald Reagan
- 1987: Grammy Award Best Chamber Music Performance für die Klaviertrios von Beethoven (mit Lynn Harrell und Vladimir Ashkenazy)
- 1987: Grammy Award Best Instrumental Soloist(s) Performance (with orchestra) für die Violinkonzerte Nr. 2 und 4 von Mozart
- 1990: Grammy Award Best Chamber Music Performance für die drei Violinsonaten von Brahms (mit Daniel Barenboim)
- 1990: Grammy Award Best Instrumental Soloist(s) Performance (with orchestra) für das Violinkonzert Nr. 1 von Schostakowitsch und das Violinkonzert von Glasunow
- 1992: Emmy Award Outstanding Classical Program in the Performing Arts für Perlman in Russia
- 1994: Emmy Award Outstanding Individual Achievement für Cultural Programming
- 1996: Grammy Award Best Instrumental Soloist(s) Performance (with orchestra) für The American Album (Werke von Bernstein, Barber und Foss)
- 1996: Goldene Rose von Montreux, für In the Fiddler’s House
- 1996: Emmy Award Outstanding Cultural Music-Dance Program für In the Fiddler’s House
- 1997: Aufnahme in die American Philosophical Society[5]
- 1999: Emmy Award Outstanding Classical Music-Dance Program für Fiddling for the Future
- 2000: National Medal of Arts
- 2002: Aufnahme in die American Academy of Arts and Sciences
- 2003: Kennedy-Preis
- 2008: Grammy Lifetime Achievement Award
- 2015: Presidential Medal of Freedom
- 2016: Genesis-Preis[6]
- 2021: Teddy-Kollek-Preis des Jüdischen Weltkongresses[7]

## Dokumentationen
2018 wurde sein Leben mit Itzhak Perlman – Ein Leben für die Musik als Dokumentarfilm unter der Regie von Alison Chernick verfilmt. Die US-amerikanische Dokumentarreihe American Masters veröffentlichte 2018 über Perlman eine Folge mit dem Titel Itzhak Perlman.